# Saison 2018-2019 des Nuggets de Denver
La saison 2018-2019 des Nuggets de Denver est la 43e saison de la franchise en National Basketball Association (NBA).

## Draft
Les Nuggets de Denver entrent dans la draft 2018 de la NBA avec trois choix en attendant des éventuels échanges. 
| Tour | Choix | Joueur             | Poste | Nationalité | Provenance            |
| ---- | ----- | ------------------ | ----- | ----------- | --------------------- |
| 1    | 14    | Michael Porter Jr. | F     | États-Unis  | Tigers du Missouri    |
| 2    | 43    | Justin Jackson     | F     | Canada      | Terrapins du Maryland |
| 2    | 58    | Thomas Welsh       | C     | États-Unis  | Bruins d'UCLA         |

## Matchs

### Summer League
| Summer League Total: 3-2 |

| Match | Date match | Équipe    | Score   | Meilleur marqueur     | Meilleur rebondeur   | Meilleur passeur  | Lieux Spectateurs | Série |
| ----- | ---------- | --------- | ------- | --------------------- | -------------------- | ----------------- | ----------------- | ----- |
| 1     | 6 juillet  | Minnesota | V 70-69 | Monte Morris (15)     | Kenrich Williams (8) | Monte Morris (4)  | Cox Pavilion      | 1 - 0 |
| 2     | 7 juillet  | Boston    | V 82-69 | Purcell, Beasley (19) | Kennedy Meeks (8)    | Monte Morris (6)  | Cox Pavilion      | 2 - 0 |
| 3     | 9 juillet  | Milwaukee | V 90-83 | Monte Morris (20)     | Monte Morris (6)     | Monte Morris (8)  | Cox Pavilion      | 3 - 0 |
| 4     | 11 juillet | Toronto   | D 77-85 | Monte Morris (21)     | Tyler Lydon (10)     | Monte Morris (7)  | Cox Pavilion      | 3 - 1 |
| 5     | 13 juillet | Minnesota | D 71-83 | Kenrich Williams (17) | Kennedy Meeks (11)   | Scott Machado (7) | Cox Pavilion      | 3 - 2 |

### Pré-saison
| Pré-saison Total: 4-1 (Domicile : 1-0 ; Extérieur : 3-1) |

| Match | Date match   | Équipe        | Score     | Meilleur marqueur     | Meilleur rebondeur    | Meilleur passeur  | Lieux Spectateurs         | Série |
| ----- | ------------ | ------------- | --------- | --------------------- | --------------------- | ----------------- | ------------------------- | ----- |
| 1     | 30 septembre | @ LA Lakers   | V 124-107 | Juan Hernangómez (19) | Mason Plumlee (8)     | Mason Plumlee (6) | Valley View Casino Center | 1 - 0 |
| 2     | 2 octobre    | @ LA Lakers   | V 113-111 | Mason Plumlee (23)    | Nikola Jokić (6)      | Trey Lyles (6)    | Staples Center            | 2 - 0 |
| 3     | 5 octobre    | Perth         | V 96-88   | Monte Morris (15)     | Paul Millsap (9)      | Monte Morris (9)  | Pepsi Center              | 3 - 0 |
| 4     | 9 octobre    | @ LA Clippers | D 103-109 | Trey Lyles (15)       | Juan Hernangómez (12) | Monte Morris (6)  | Staples Center            | 3 - 1 |
| 5     | 12 octobre   | @ Chicago     | V 98-93   | Gary Harris (18)      | Mason Plumlee (9)     | Will Barton (7)   | United Center             | 4 - 1 |

### Saison régulière
| Saison régulière Total: 54-28 (Domicile : 34-7 ; Extérieur : 20-21) |

| Match | Date match | Équipe              | Score          | Meilleur marqueur   | Meilleur rebondeur | Meilleur passeur  | Lieux          | Série |
| ----- | ---------- | ------------------- | -------------- | ------------------- | ------------------ | ----------------- | -------------- | ----- |
| 1     | 17 octobre | @ LA Clippers       | V 107-98       | Nikola Jokić (21)   | Paul Millsap (16)  | Nikola Jokić (5)  | Staples Center | 1 - 0 |
| 2     | 20 octobre | Phoenix             | V 119-91       | Nikola Jokić (35)   | Nikola Jokić (12)  | Nikola Jokić (11) | Pepsi Center   | 2 - 0 |
| 3     | 21 octobre | Golden State        | V 100-98       | Gary Harris (28)    | Nikola Jokić (11)  | Nikola Jokić (6)  | Pepsi Center   | 3 - 0 |
| 4     | 23 octobre | Sacramento          | V 126-112      | Jamal Murray (19)   | Nikola Jokić (12)  | Monte Morris (7)  | Pepsi Center   | 4 - 0 |
| 5     | 25 octobre | @ L.A. Lakers       | V 114-121      | Nikola Jokić (24)   | Nikola Jokić (11)  | Monte Morris (7)  | Staples Center | 4 - 1 |
| 6     | 29 octobre | La Nouvelle-Orléans | V 116-111      | Harris, Murray (23) | Nikola Jokić (9)   | Nikola Jokić (10) | Pepsi Center   | 5 - 1 |
| 7     | 31 octobre | @ Chicago           | V 108-107 (OT) | Nikola Jokić (22)   | Nikola Jokić (12)  | Nikola Jokić (9)  | United Center  | 6 - 1 |

| Match | Date match   | Équipe                | Score     | Meilleur marqueur     | Meilleur rebondeur    | Meilleur passeur  | Lieux                   | Série  |
| ----- | ------------ | --------------------- | --------- | --------------------- | --------------------- | ----------------- | ----------------------- | ------ |
| 8     | 1er novembre | @ Cleveland           | V 110-91  | Juan Hernangómez (23) | Trey Lyles (8)        | Malik Beasley (4) | Quicken Loans Arena     | 7 - 1  |
| 9     | 3 novembre   | Utah                  | V 103-88  | Gary Harris (20)      | Nikola Jokić (10)     | Nikola Jokić (16) | Pepsi Center            | 8 - 1  |
| 10    | 5 novembre   | Boston                | V 115-107 | Jamal Murray (48)     | Nikola Jokić (10)     | Nikola Jokić (8)  | Pepsi Center            | 9 - 1  |
| 11    | 7 novembre   | @ Memphis             | D 87-89   | Gary Harris (20)      | Trey Lyles (9)        | Jamal Murray (7)  | FedExForum              | 9 - 2  |
| 12    | 9 novembre   | Brooklyn              | D 110-112 | Nikola Jokić (37)     | Nikola Jokić (21)     | Jamal Murray (5)  | Pepsi Center            | 9 - 3  |
| 13    | 11 novembre  | Milwaukee             | D 114-121 | Paul Millsap (25)     | Paul Millsap (8)      | Monte Morris (10) | Pepsi Center            | 9 - 4  |
| 14    | 13 novembre  | Houston               | D 99-109  | Monte Morris (19)     | Nikola Jokić (12)     | Nikola Jokić (7)  | Pepsi Center            | 9 - 5  |
| 15    | 15 novembre  | Atlanta               | V 138-93  | Juan Hernangómez (25) | Trois joueurs (9)     | Nikola Jokić (7)  | Pepsi Center            | 10 - 5 |
| 16    | 17 novembre  | @ La Nouvelle-Orléans | D 115-125 | Nikola Jokić (25)     | Juan Hernangómez (11) | Nikola Jokić (8)  | Smoothie King Center    | 10 - 6 |
| 17    | 19 novembre  | @ Milwaukee           | D 98-104  | Nikola Jokić (20)     | Paul Millsap (9)      | Jamal Murray (9)  | Fiserv Forum            | 10 - 7 |
| 18    | 21 novembre  | @ Minnesota           | V 103-101 | Paul Millsap (25)     | Nikola Jokić (12)     | Nikola Jokić (10) | Target Center           | 11 - 7 |
| 19    | 23 novembre  | Orlando               | V 112-87  | Trey Lyles (22)       | Mason Plumlee (11)    | Nikola Jokić (11) | Pepsi Center            | 12 - 7 |
| 20    | 24 novembre  | @ Oklahoma City       | V 105-98  | Jamal Murray (22)     | Torrey Craig (10)     | Jamal Murray (8)  | Chesapeake Energy Arena | 13 - 7 |
| 21    | 27 novembre  | L.A. Lakers           | V 117-85  | Trois joueurs (20)    | Paul Millsap (11)     | Jokić, Morris (7) | Pepsi Center            | 14 - 7 |
| 22    | 30 novembre  | @ Portland            | V 113-112 | Gary Harris (27)      | Juan Hernangómez (11) | Nikola Jokić (8)  | Moda Center             | 15 - 7 |

| Match | Date match  | Équipe          | Score          | Meilleur marqueur     | Meilleur rebondeur    | Meilleur passeur  | Lieux                      | Série   |
| ----- | ----------- | --------------- | -------------- | --------------------- | --------------------- | ----------------- | -------------------------- | ------- |
| 23    | 3 décembre  | @ Toronto       | V 106-103      | Nikola Jokić (23)     | Nikola Jokić (11)     | Nikola Jokić (15) | Scotiabank Arena           | 16 - 7  |
| 24    | 5 décembre  | @ Orlando       | V 124-118 (OT) | Jamal Murray (22)     | Jokić, Millsap (8)    | Nikola Jokić (13) | Amway Center               | 17 - 7  |
| 25    | 7 décembre  | @ Charlotte     | D 107-113      | Jamal Murray (20)     | Nikola Jokić (11)     | Jamal Murray (7)  | Spectrum Center            | 17 - 8  |
| 26    | 8 décembre  | @ Atlanta       | D 98-106       | Nikola Jokić (24)     | Nikola Jokić (11)     | Jokić, Morris (7) | Philips Arena              | 17 - 9  |
| 27    | 10 décembre | Memphis         | V 105-99       | Nikola Jokić (27)     | Nikola Jokić (12)     | Nikola Jokić (6)  | Pepsi Center               | 18 - 9  |
| 28    | 14 décembre | Oklahoma City   | V 109-98       | Nikola Jokić (24)     | Nikola Jokić (15)     | Nikola Jokić (9)  | Pepsi Center               | 19 - 9  |
| 29    | 16 décembre | Toronto         | V 95-86        | Nikola Jokić (26)     | Nikola Jokić (10)     | Trois joueurs (4) | Pepsi Center               | 20 - 9  |
| 30    | 18 décembre | Dallas          | V 126-118      | Nikola Jokić (32)     | Nikola Jokić (16)     | Jamal Murray (15) | Pepsi Center               | 21 - 9  |
| 31    | 22 décembre | @ L.A. Clippers | D 111-132      | Nikola Jokić (19)     | Mason Plumlee (9)     | Monte Morris (5)  | Staples Center             | 21 - 10 |
| 32    | 26 décembre | @ San Antonio   | D 103-111      | Juan Hernangómez (27) | Juan Hernangómez (13) | Nikola Jokić (10) | AT&T Center                | 21 - 11 |
| 33    | 28 décembre | San Antonio     | V 102-99       | Jamal Murray (31)     | Mason Plumlee (13)    | Nikola Jokić (9)  | Pepsi Center               | 22 - 11 |
| 34    | 29 décembre | @ Phoenix       | V 122-118      | Jamal Murray (46)     | Juan Hernangómez (9)  | Nikola Jokić (9)  | Talking Stick Resort Arena | 23 - 11 |

| Match | Date match  | Équipe                | Score     | Meilleur marqueur  | Meilleur rebondeur    | Meilleur passeur   | Lieux                      | Série   |
| ----- | ----------- | --------------------- | --------- | ------------------ | --------------------- | ------------------ | -------------------------- | ------- |
| 35    | 1er janvier | New York              | V 115-108 | Malik Beasley (23) | Nikola Jokić (14)     | Nikola Jokić (15)  | Pepsi Center               | 24 - 11 |
| 36    | 3 janvier   | @ Sacramento          | V 117-113 | Jamal Murray (36)  | Nikola Jokić (13)     | Jokić, Murray (6)  | Golden 1 Center            | 25 - 11 |
| 37    | 5 janvier   | Charlotte             | V 123-110 | Nikola Jokić (39)  | Nikola Jokić (12)     | Jamal Murray (7)   | Pepsi Center               | 26 - 11 |
| 38    | 6 janvier   | @ Houston             | D 113-125 | Nikola Jokić (24)  | Nikola Jokić (13)     | Monte Morris (5)   | Toyota Center              | 26 - 12 |
| 39    | 8 janvier   | @ Miami               | V 103-99  | Nikola Jokić (29)  | Torrey Craig (16)     | Nikola Jokić (10)  | American Airlines Arena    | 27 - 12 |
| 40    | 10 janvier  | L.A. Clippers         | V 121-100 | Jamal Murray (23)  | Nikola Jokić (14)     | Nikola Jokić (10)  | Pepsi Center               | 28 - 12 |
| 41    | 12 janvier  | @ Phoenix             | D 93-102  | Nikola Jokić (23)  | Paul Millsap (11)     | Morris, Murray (5) | Talking Stick Resort Arena | 28 - 13 |
| 42    | 13 janvier  | Portland              | V 116-113 | Nikola Jokić (40)  | Nikola Jokić (10)     | Nikola Jokić (8)   | Pepsi Center               | 29 - 13 |
| 43    | 15 janvier  | Golden State          | D 111-142 | Malik Beasley (22) | Will Barton (8)       | Nikola Jokić (8)   | Pepsi Center               | 29 - 14 |
| 44    | 17 janvier  | Chicago               | V 135-105 | Jamal Murray (25)  | Malik Beasley (9)     | Nikola Jokić (11)  | Pepsi Center               | 30 - 14 |
| 45    | 19 janvier  | Cleveland             | V 124-102 | Jamal Murray (26)  | Nikola Jokić (11)     | Nikola Jokić (12)  | Pepsi Center               | 31 - 14 |
| 46    | 23 janvier  | @ Utah                | D 108-114 | Nikola Jokić (28)  | Nikola Jokić (21)     | Nikola Jokić (6)   | Vivint Smart Home Arena    | 31 - 15 |
| 47    | 25 janvier  | Phoenix               | V 132-95  | Paul Millsap (20)  | Juan Hernangómez (10) | Mason Plumlee (6)  | Pepsi Center               | 32 - 15 |
| 48    | 26 janvier  | Philadelphie          | V 126-110 | Nikola Jokić (32)  | Nikola Jokić (18)     | Nikola Jokić (10)  | Pepsi Center               | 33 - 15 |
| 49    | 28 janvier  | @ Memphis             | V 95-92   | Nikola Jokić (24)  | Mason Plumlee (7)     | Trois joueurs (3)  | FedExForum                 | 34 - 15 |
| 50    | 30 janvier  | @ La Nouvelle-Orléans | V 105-99  | Malik Beasley (22) | Nikola Jokić (13)     | Nikola Jokić (10)  | Smoothie King Center       | 35 - 15 |

| Match                  | Date match  | Équipe         | Score     | Meilleur marqueur   | Meilleur rebondeur  | Meilleur passeur   | Lieux                    | Série   |
| ---------------------- | ----------- | -------------- | --------- | ------------------- | ------------------- | ------------------ | ------------------------ | ------- |
| 51                     | 1er février | Houston        | V 136-122 | Malik Beasley (35)  | Nikola Jokić (13)   | Nikola Jokić (9)   | Pepsi Center             | 36 - 15 |
| 52                     | 2 février   | @ Minnesota    | V 107-106 | Malik Beasley (22)  | Nikola Jokić (16)   | Jokić, Morris (10) | Target Center            | 37 - 15 |
| 53                     | 4 février   | @ Détroit      | D 103-129 | Trey Lyles (20)     | Mason Plumlee (11)  | Will Barton (7)    | Little Caesars Arena     | 37 - 16 |
| 54                     | 6 février   | @ Brooklyn     | D 130-135 | Nikola Jokić (25)   | Nikola Jokić (14)   | Jamal Murray (11)  | Barclays Center          | 37 - 17 |
| 55                     | 8 février   | @ Philadelphie | D 110-117 | Nikola Jokić (27)   | Nikola Jokić (10)   | Nikola Jokić (10)  | Wells Fargo Center       | 37 - 18 |
| 56                     | 11 février  | Miami          | V 103-87  | Malik Beasley (23)  | Nikola Jokić (12)   | Monte Morris (7)   | Pepsi Center             | 38 - 18 |
| 57                     | 13 février  | Sacramento     | V 120-118 | Paul Millsap (25)   | Nikola Jokić (18)   | Monte Morris (11)  | Pepsi Center             | 39 - 18 |
| NBA All-Star Game 2019 |             |                |           |                     |                     |                    |                          |         |
| 58                     | 22 février  | @ Dallas       | V 114-104 | Nikola Jokić (19)   | Trois joueurs (13)  | Nikola Jokić (8)   | American Airlines Center | 40 - 18 |
| 59                     | 24 février  | L.A. Clippers  | V 123-96  | Nikola Jokić (22)   | Jokić, Millsap (16) | Jamal Murray (6)   | Pepsi Center             | 41 - 18 |
| 60                     | 26 février  | Oklahoma City  | V 121-112 | Nikola Jokić (36)   | Paul Millsap (10)   | Nikola Jokić (10)  | Pepsi Center             | 42 - 18 |
| 61                     | 28 février  | Utah           | D 104-111 | Barton, Murray (21) | Barton, Jokić (13)  | Nikola Jokić (7)   | Pepsi Center             | 42 - 19 |

| Match | Date match | Équipe              | Score     | Meilleur marqueur    | Meilleur rebondeur | Meilleur passeur    | Lieux                   | Série   |
| ----- | ---------- | ------------------- | --------- | -------------------- | ------------------ | ------------------- | ----------------------- | ------- |
| 62    | 2 mars     | La Nouvelle-Orléans | D 112-120 | Jokić, Murray (20)   | Jokić, Plumlee (9) | Nikola Jokić (7)    | Pepsi Center            | 42 - 20 |
| 63    | 4 mars     | @ San Antonio       | D 103-104 | Jamal Murray (25)    | Paul Millsap (11)  | Jamal Murray (8)    | AT&T Center             | 42 - 21 |
| 64    | 6 mars     | @ L.A. Lakers       | V 115-99  | Will Barton (23)     | Nikola Jokić (17)  | Nikola Jokić (8)    | Staples Center          | 43 - 21 |
| 65    | 8 mars     | @ Golden State      | D 105-122 | Beasley, Morris (17) | Mason Plumlee (12) | Monte Morris (6)    | Oracle Arena            | 43 - 22 |
| 66    | 12 mars    | Minnesota           | V 133-107 | Jamal Murray (30)    | Nikola Jokić (8)   | Mason Plumlee (8)   | Pepsi Center            | 44 - 22 |
| 67    | 14 mars    | Dallas              | V 100-99  | Paul Millsap (33)    | Nikola Jokić (14)  | Nikola Jokić (8)    | Pepsi Center            | 45 - 22 |
| 68    | 16 mars    | Indiana             | V 102-100 | Nikola Jokić (26)    | Paul Millsap (13)  | Trois joueurs (5)   | Pepsi Center            | 46 - 22 |
| 69    | 18 mars    | @ Boston            | V 114-105 | Nikola Jokić (21)    | Nikola Jokić (13)  | Nikola Jokić (7)    | TD Garden               | 47 - 22 |
| 70    | 21 mars    | @ Washington        | V 113-108 | Cinq joueurs (15)    | Mason Plumlee (11) | Nikola Jokić (11)   | Capital One Arena       | 48 - 22 |
| 71    | 22 mars    | @ New York          | V 111-93  | Nikola Jokić (21)    | Nikola Jokić (17)  | Jokić, Murray (5)   | Madison Square Garden   | 49 - 22 |
| 72    | 24 mars    | @ Indiana           | D 88-124  | Nikola Jokić (19)    | Nikola Jokić (11)  | Nikola Jokić (8)    | Bankers Life Fieldhouse | 49 - 23 |
| 73    | 26 mars    | Détroit             | V 95-92   | Jamal Murray (33)    | Nikola Jokić (15)  | Millsap, Murray (5) | Pepsi Center            | 50 - 23 |
| 74    | 28 mars    | @ Houston           | D 85-112  | Jamal Murray (20)    | Jokić, Plumlee (8) | Nikola Jokić (6)    | Toyota Center           | 50 - 24 |
| 75    | 29 mars    | @ Oklahoma City     | V 115-105 | Jamal Murray (27)    | Nikola Jokić (16)  | Jamal Murray (9)    | Chesapeake Energy Arena | 51 - 24 |
| 76    | 31 mars    | Washington          | D 90-95   | Nikola Jokić (23)    | Paul Millsap (15)  | Barton, Jokić (4)   | Pepsi Center            | 51 - 25 |

| Match | Date match | Équipe         | Score     | Meilleur marqueur  | Meilleur rebondeur | Meilleur passeur  | Lieux                   | Série   |
| ----- | ---------- | -------------- | --------- | ------------------ | ------------------ | ----------------- | ----------------------- | ------- |
| 77    | 2 avril    | @ Golden State | D 102-116 | Jamal Murray (17)  | Paul Millsap (8)   | Nikola Jokić (6)  | Oracle Arena            | 51 - 26 |
| 78    | 3 avril    | San Antonio    | V 113-85  | Nikola Jokić (20)  | Nikola Jokić (11)  | Jamal Murray (11) | Pepsi Center            | 52 - 26 |
| 79    | 5 avril    | Portland       | V 119-110 | Paul Millsap (25)  | Nikola Jokić (13)  | Nikola Jokić (9)  | Pepsi Center            | 53 - 26 |
| 80    | 7 avril    | @ Portland     | D 108-115 | Gary Harris (18)   | Mason Plumlee (11) | Mason Plumlee (6) | Moda Center             | 53 - 27 |
| 81    | 9 avril    | @ Utah         | D 108-118 | Malik Beasley (25) | Mason Plumlee (8)  | Mason Plumlee (8) | Vivint Smart Home Arena | 2 - 3   |
| 82    | 10 avril   | Minnesota      | V 99-95   | Nikola Jokić (29)  | Nikola Jokić (14)  | Jamal Murray (7)  | Pepsi Center            | 3 - 3   |

### Playoffs
| Saison régulière Total: 7-7 (Domicile : 5-3 ; Extérieur : 2-4) |

| Match | Date match | Équipe        | Score     | Meilleur marqueur | Meilleur rebondeur | Meilleur passeur  | Lieux        | Série |
| ----- | ---------- | ------------- | --------- | ----------------- | ------------------ | ----------------- | ------------ | ----- |
| 1     | 13 avril   | San Antonio   | D 96-101  | Gary Harris (20)  | Nikola Jokić (14)  | Nikola Jokić (14) | Pepsi Center | 0 - 1 |
| 2     | 16 avril   | San Antonio   | V 114-105 | Jamal Murray (24) | Nikola Jokić (13)  | Nikola Jokić (8)  | Pepsi Center | 1 - 1 |
| 3     | 18 avril   | @ San Antonio | D 108-118 | Nikola Jokić (22) | Malik Beasley (9)  | Nikola Jokić (7)  | AT&T Center  | 1 - 2 |
| 4     | 20 avril   | @ San Antonio | V 117-103 | Nikola Jokić (29) | Nikola Jokić (12)  | Nikola Jokić (8)  | AT&T Center  | 2 - 2 |
| 5     | 23 avril   | San Antonio   | V 108-90  | Jamal Murray (23) | Nikola Jokić (11)  | Nikola Jokić (8)  | Pepsi Center | 3 - 2 |
| 6     | 25 avril   | @ San Antonio | D 103-120 | Nikola Jokić (43) | Nikola Jokić (12)  | Nikola Jokić (9)  | AT&T Center  | 3 - 3 |
| 7     | 27 avril   | San Antonios  | V 90-86   | Jamal Murray (23) | Nikola Jokić (15)  | Nikola Jokić (10) | Pepsi Center | 4 - 3 |

| Match | Date match | Équipe     | Score          | Meilleur marqueur | Meilleur rebondeur | Meilleur passeur  | Lieux Spectateurs | Série |
| ----- | ---------- | ---------- | -------------- | ----------------- | ------------------ | ----------------- | ----------------- | ----- |
| 1     | 29 avril   | Portland   | V 121-113      | Nikola Jokić (37) | Nikola Jokić (9)   | Jamal Murray (8)  | Pepsi Center      | 1 - 0 |
| 2     | 1er mai    | Portland   | D 90-97        | Nikola Jokić (16) | Nikola Jokić (14)  | Nikola Jokić (7)  | Pepsi Center      | 1 - 1 |
| 3     | 3 mai      | @ Portland | D 137-140 (OT4 | Jamal Murray (34) | Nikola Jokić (18)  | Nikola Jokić (14) | Moda Center       | 1 - 2 |
| 4     | 5 mai      | @ Portland | V 116-112      | Jamal Murray (34) | Nikola Jokić (12)  | Nikola Jokić (11) | Moda Center       | 2 - 2 |
| 5     | 7 mai      | Portland   | V 124-98       | Nikola Jokić (25) | Nikola Jokić (19)  | Jamal Murray (9)  | Pepsi Center      | 3 - 2 |
| 6     | 9 mai      | @ Portland | V 108-119      | Nikola Jokić (29) | Nikola Jokić (12)  | Nikola Jokić (8)  | Moda Center       | 3 - 3 |
| 7     | 12 mai     | Portland   | D 96-100       | Nikola Jokić (29) | Nikola Jokić (13)  | Jamal Murray (5)  | Pepsi Center      | 3 - 4 |

### Confrontations en saison régulière
| Conférence Est      | Conférence Est                              | Conférence Est                              | Conférence Ouest                            | Conférence Ouest                            | Conférence Ouest                            | Conférence Ouest                            | Conférence Ouest                            |
| Division Atlantique | Division Atlantique                         | Division Atlantique                         | Division Nord-Ouest                         | Division Nord-Ouest                         | Division Nord-Ouest                         | Division Nord-Ouest                         | Division Nord-Ouest                         |
| Équipe              | Domicile                                    | Extérieur                                   | Équipe                                      | Domicile                                    | Domicile                                    | Extérieur                                   | Extérieur                                   |
| ------------------- | ------------------------------------------- | ------------------------------------------- | ------------------------------------------- | ------------------------------------------- | ------------------------------------------- | ------------------------------------------- | ------------------------------------------- |
| Boston              | 115-107                                     | 114-105                                     |                                             |                                             |                                             |                                             |                                             |
| Brooklyn            | 110-112                                     | 130-135                                     | Minnesota                                   | 133-107                                     | 99-95                                       | 103-101                                     | 107-106                                     |
| New York            | 115-108                                     | 111-93                                      | Oklahoma City                               | 109-98                                      | 121-112                                     | 105-98                                      | 115-105                                     |
| Philadelphie        | 126-110                                     | 110-117                                     | Portland                                    | 116-113                                     | 119-110                                     | 113-112                                     | 108-115                                     |
| Toronto             | 95-86                                       | 106-103                                     | Utah                                        | 103-88                                      | 104-111                                     | 108-114                                     | 108-118                                     |
|                     | 4–1                                         | 3–2                                         |                                             | 7–1                                         | 7–1                                         | 5–3                                         | 5–3                                         |
| Division            | 7–3                                         | 7–3                                         | Division                                    | 12–4                                        | 12–4                                        | 12–4                                        | 12–4                                        |
| Division Atlantique | Division Atlantique                         | Division Atlantique                         | Division Nord-Ouest                         | Division Nord-Ouest                         | Division Nord-Ouest                         | Division Nord-Ouest                         | Division Nord-Ouest                         |
| Équipe              | Domicile                                    | Extérieur                                   | Équipe                                      | Domicile                                    | Domicile                                    | Extérieur                                   | Extérieur                                   |
| Chicago             | 135-105                                     | 108-107 (OT)                                | Golden State                                | 100-98                                      | 111-142                                     | 105-122                                     | 102-116                                     |
| Cleveland           | 124-102                                     | 110-91                                      | L.A. Clippers                               | 121-100                                     | 123-96                                      | 107-98                                      | 111-132                                     |
| Detroit             | 95-92                                       | 103-129                                     | L.A. Lakers                                 | 117-85                                      |                                             | 114-121                                     | 115-99                                      |
| Indiana             | 102-100                                     | 88-124                                      | Phoenix                                     | 119-91                                      | 132-95                                      | 122-118                                     | 93-102                                      |
| Milwaukee           | 114-121                                     | 98-104                                      | Sacramento                                  | 126-112                                     | 120-118                                     | 117-113                                     |                                             |
|                     | 4–1                                         | 2–3                                         |                                             | 8–1                                         | 8–1                                         | 4–5                                         | 4–5                                         |
| Division            | 6–4                                         | 6–4                                         | Division                                    | 12–6                                        | 12–6                                        | 12–6                                        | 12–6                                        |
| Division Atlantique | Division Atlantique                         | Division Atlantique                         | Division Nord-Ouest                         | Division Nord-Ouest                         | Division Nord-Ouest                         | Division Nord-Ouest                         | Division Nord-Ouest                         |
| Équipe              | Domicile                                    | Extérieur                                   | Équipe                                      | Domicile                                    | Domicile                                    | Extérieur                                   | Extérieur                                   |
| Atlanta             | 138-93                                      | 98-106                                      | Dallas                                      | 126-118                                     | 100-99                                      | 114-104                                     |                                             |
| Charlotte           | 123-110                                     | 107-113                                     | Houston                                     | 99-109                                      | 136-122                                     | 113-125                                     | 85-112                                      |
| Miami               | 103-87                                      | 103-99                                      | Memphis                                     | 105-99                                      |                                             | 87-89                                       | 95-92                                       |
| Orlando             | 112-87                                      | 128-118 (OT)                                | La Nouvelle-Orléans                         | 116-111                                     | 112-120                                     | 115-125                                     | 105-99                                      |
| Washington          | 90-95                                       | 113-108                                     | San Antonio                                 | 102-99                                      | 113-85                                      | 103-111                                     | 103-104                                     |
|                     | 4–1                                         | 3–2                                         |                                             | 7–2                                         | 7–2                                         | 3–6                                         | 3–6                                         |
| Division            | 7–3                                         | 7–3                                         | Division                                    | 10–8                                        | 10–8                                        | 10–8                                        | 10–8                                        |
| Conférence          | 20–10 (Domicile : 12–3 ; Extérieur : 8–7)   | 20–10 (Domicile : 12–3 ; Extérieur : 8–7)   | Conférence                                  | 34–18 (Domicile : 22–4 ; Extérieur : 12–14) | 34–18 (Domicile : 22–4 ; Extérieur : 12–14) | 34–18 (Domicile : 22–4 ; Extérieur : 12–14) | 34–18 (Domicile : 22–4 ; Extérieur : 12–14) |
| Total               | 54–28 (Domicile : 34–7 ; Extérieur : 20–21) | 54–28 (Domicile : 34–7 ; Extérieur : 20–21) | 54–28 (Domicile : 34–7 ; Extérieur : 20–21) | 54–28 (Domicile : 34–7 ; Extérieur : 20–21) | 54–28 (Domicile : 34–7 ; Extérieur : 20–21) | 54–28 (Domicile : 34–7 ; Extérieur : 20–21) | 54–28 (Domicile : 34–7 ; Extérieur : 20–21) |

## Classements de la saison régulière
| Conférence Ouest | Conférence Ouest                | Conférence Ouest | Conférence Ouest | Conférence Ouest | Conférence Ouest | Conférence Ouest | Conférence Ouest |
| No               | Franchise                       | Vic.             | Def.             | MJ               | V/D              | GB               |                  |
| ---------------- | ------------------------------- | ---------------- | ---------------- | ---------------- | ---------------- | ---------------- | ---------------- |
| 1                | Warriors de Golden State T      | 57               | 25               | 82               | .695             | –                |                  |
| 2                | Nuggets de Denver               | 54               | 28               | 82               | .659             | 3                |                  |
| 3                | Trail Blazers de Portland       | 53               | 29               | 82               | .646             | 4                |                  |
| 4                | Rockets de Houston              | 53               | 29               | 82               | .646             | 4                |                  |
| 5                | Jazz de l'Utah                  | 50               | 32               | 82               | .610             | 7                |                  |
| 6                | Thunder d'Oklahoma City         | 49               | 33               | 82               | .598             | 8                |                  |
| 7                | Spurs de San Antonio            | 48               | 34               | 82               | .585             | 9                |                  |
| 8                | Clippers de Los Angeles         | 48               | 34               | 82               | .585             | 9                |                  |
|                  |                                 |                  |                  |                  |                  |                  |                  |
| 9                | Kings de Sacramento             | 39               | 43               | 82               | .476             | 18               |                  |
| 10               | Lakers de Los Angeles           | 37               | 45               | 82               | .451             | 20               |                  |
| 11               | Timberwolves du Minnesota       | 36               | 46               | 82               | .439             | 21               |                  |
| 12               | Grizzlies de Memphis            | 33               | 49               | 82               | .402             | 24               |                  |
| 13               | Pelicans de La Nouvelle-Orléans | 33               | 49               | 82               | .402             | 24               |                  |
| 14               | Mavericks de Dallas             | 33               | 49               | 82               | .402             | 24               |                  |
| 15               | Suns de Phoenix                 | 19               | 63               | 82               | .232             | 38               |                  |

| Division Nord-Ouest            | V  | D  | MJ | V/D  | GB | Dom   | Ext   | Div  |
| ------------------------------ | -- | -- | -- | ---- | -- | ----- | ----- | ---- |
| Nuggets de Denver (2)          | 54 | 28 | 82 | .659 | –  | 34–7  | 20–21 | 12–4 |
| Trail Blazers de Portland (3)  | 53 | 29 | 82 | .646 | 1  | 32–9  | 21–20 | 6–10 |
| Jazz de l'Utah (5)             | 50 | 32 | 82 | .610 | 4  | 29-12 | 21–20 | 8–8  |
| Thunder d'Oklahoma City (6)    | 49 | 33 | 82 | .598 | 5  | 27–14 | 22–19 | 9–7  |
| Timberwolves du Minnesota (11) | 36 | 44 | 82 | .439 | 18 | 25–16 | 11–30 | 5–11 |

## Effectif

### Effectif actuel
| Nuggets de Denver Effectif actuel             |    |                        |                          |                         |
| Entraîneur : Michael Malone                   |    |                        |                          |                         |
| Arrière / Ailier                              | 5  | Drapeau des États-Unis | Will Barton              | Memphis                 |
| Arrière                                       | 25 | Drapeau des États-Unis | Malik Beasley            | Florida State           |
| Arrière / Ailier                              | 3  | Drapeau des États-Unis | Torrey Craig             | South Carolina Upstate  |
| Meneur                                        | 6  | Drapeau des États-Unis | Brandon Goodwin (R) (TW) | Florida Gulf Coast (en) |
| Arrière                                       | 14 | Drapeau des États-Unis | Gary Harris              | Michigan State          |
| Ailier / Ailier fort                          | 41 | Drapeau de l'Espagne   | Juan Hernangómez         | Estudiantes Madrid      |
| Pivot                                         | 15 | Drapeau de la Serbie   | Nikola Jokić             | KK Mega Leks            |
| Ailier / Ailier fort                          | 20 | Drapeau des États-Unis | Tyler Lydon              | Syracuse                |
| Ailier fort                                   | 7  | Drapeau du Canada      | Trey Lyles               | Kentucky                |
| Ailier fort                                   | 4  | Drapeau des États-Unis | Paul Millsap             | Louisiana Tech          |
| Meneur                                        | 11 | Drapeau des États-Unis | Monte Morris             | Iowa State              |
| Meneur / Arrière                              | 27 | Drapeau du Canada      | Jamal Murray             | Kentucky                |
| Ailier fort / Pivot                           | 24 | Drapeau des États-Unis | Mason Plumlee            | Duke                    |
| Ailier                                        | 1  | Drapeau des États-Unis | Michael Porter Jr. (R)   | Missouri                |
| Meneur                                        | 0  | Drapeau des États-Unis | Isaiah Thomas            | Washington              |
| Ailier                                        | 8  | Drapeau des États-Unis | Jarred Vanderbilt (R)    | Kentucky                |
| Pivot                                         | 45 | Drapeau des États-Unis | Thomas Welsh (R) (TW)    | UCLA                    |
| (R) - Rookie, (TW) - Two-way contract, Blessé |    |                        |                          |                         |

## Transactions

### Échanges
| 21 juin 2018 (Jour de la draft) | A Nuggets de DenverDroits sur Jarred Vanderbilt (#41)   | A Magic d'OrlandoDroits sur Justin Jackson (#43) Second tour de draft 2019                                        |
| 6 juillet 2018                  | A Nuggets de DenverCompensation financière de 110 000 $ | A 76ers de PhiladelphieWilson Chandler Second tour de draft 2021 Droit d'échange sur le second tour de draft 2022 |
| 13 juillet 2018                 | A Nuggets de DenverIsaiah Whitehead                     | A Nets de BrooklynKenneth Faried Darrell Arthur Second tour de draft 2019 Second tour de draft 2020               |

### Joueurs qui re-signent
| Date       | Joueur       | Contrat                                                 |
| ---------- | ------------ | ------------------------------------------------------- |
| 09/07/2018 | Will Barton  | Contrat de 53 000 000 $ sur 4 ans.                      |
| 09/07/2018 | Nikola Jokić | Contrat maximum de 147 710 050 $ sur 5 ans.             |
| 10/07/2018 | Torrey Craig | Contrat de 4 000 000 $ sur 2 ans.                       |
| 25/07/2018 | Monte Morris | Contrat partiellement garanti de 4 661 321 $ sur 3 ans. |

### Options dans les contrats
| Date       | Joueur           | Option                                                                             |
| ---------- | ---------------- | ---------------------------------------------------------------------------------- |
| 13/06/2018 | Darrell Arthur   | Darrell Arthur active son option joueur de 7 464 912 $ pour la saison 2018-2019.   |
| 22/06/2018 | Wilson Chandler  | Wilson Chandler active son option joueur de 12 800 562 $ pour la saison 2018-2019. |
| 25/06/2018 | Nikola Jokić     | Denver décline son option d'équipe de 1 600 520 $ pour la saison 2018-2019.        |
| 30/10/2018 | Malik Beasley    | Denver active son option d'équipe de 2 731 714 $ pour la saison 2019-2020.         |
| 30/10/2018 | Juan Hernangómez | Denver active son option d'équipe de 3 321 030 $ pour la saison 2019-2020.         |
| 30/10/2018 | Jamal Murray     | Denver active son option d'équipe de 4 444 746 $ pour la saison 2019-2020.         |
| 31/10/2018 | Tyler Lydon      | Denver décline son option d'équipe de 2 190 720 $ pour la saison 2019-2020.        |

### Arrivés

#### Draft
| Date       | Joueur             | Contrat                                                 | Provenance                  |
| ---------- | ------------------ | ------------------------------------------------------- | --------------------------- |
| 03/07/2018 | Michael Porter Jr. | Contrat rookie de 15 093 095 $ sur 4 ans.               | Tigers du Missouri (NCAA)   |
| 10/07/2018 | Jarred Vanderbilt  | Contrat partiellement garanti de 3 919 177 $ sur 3 ans. | Wildcats du Kentucky (NCAA) |

#### Agent libre
| Date       | Joueur        | Contrat                                                 | Provenance                            |
| ---------- | ------------- | ------------------------------------------------------- | ------------------------------------- |
| 16/07/2018 | Isaiah Thomas | Contrat de 2 029 463 $ sur 1 an                         | Lakers de Los Angeles                 |
| 06/08/2018 | Emanuel Terry | Contrat partiellement garanti de 2 255 316 $ sur 2 ans. | Lincoln Memorial Railsplitters (NCAA) |

#### Two-way contract
| Date       | Joueur                 | Provenance           |
| ---------- | ---------------------- | -------------------- |
| 19/07/2018 | Thomas Welsh           | Bruins d'UCLA (NCAA) |
| 19/10/2018 | DeVaughn Akoon-Purcell | Bakken Bears         |

#### Camps d'entraînement
| Date       | Joueur       | Contrat                                      | Provenance                |
| ---------- | ------------ | -------------------------------------------- | ------------------------- |
| 21/09/2018 | Xavier Silas | Contrat non garanti de 1 512 601 $ sur 1 an. | Celtics de Boston         |
| 26/09/2018 | Donald Sloan | Contrat non garanti de 1 757 429 $ sur 1 an. | Guangdong Southern Tigers |

### Départs

#### Agents libres
| Date       | Joueur           | Nouvelle équipe ¹     |
| ---------- | ---------------- | --------------------- |
| 08/08/2018 | Devin Harris     | Mavericks de Dallas   |
| 10/07/2018 | Lance Stephenson | Lakers de Los Angeles |
| 01/08/2018 | Joseph Young     | Nanjing Monkey Kings  |

¹ Il s'agit de l’équipe pour laquelle le joueur a signé après son départ, il a pu entre-temps changer d'équipe ou encore de pays.

#### Joueurs coupés
| Date       | Joueur           | Nouvelle équipe ¹          |
| ---------- | ---------------- | -------------------------- |
| 13/07/2018 | Isaiah Whitehead | Lokomotiv Kouban-Krasnodar |

¹ Il s'agit de l’équipe pour laquelle le joueur a signé après son départ, il a pu entre-temps changer d'équipe ou encore de pays.

#### Retraite
| Date       | Joueur            |
| ---------- | ----------------- |
| 13/10/2018 | Richard Jefferson |

#### Non retenu après les camps d’entraînements
| Date       | Joueur        |
| ---------- | ------------- |
| 08/10/2018 | Emanuel Terry |
| 12/10/2018 | Donald Sloan  |
| 12/10/2018 | Xavier Silas  |

## Joueurs "agents libres" à la fin de la saison
| Joueur        | Fin de saison |
| ------------- | ------------- |
| Tyler Lydon   | Agent libre   |
| Isaiah Thomas | Agent libre   |

### Options en fin de saison
| Joueur       | Fin de saison    |
| ------------ | ---------------- |
| Paul Millsap | Option d'équipe. |

## Récompenses
| Date                    | Joueur       | Récompense                                     |
| ----------------------- | ------------ | ---------------------------------------------- |
| 16 octobre – 21 octobre | Nikola Jokić | Joueur de la semaine dans la conférence Ouest. |